# Gerd Wollschon

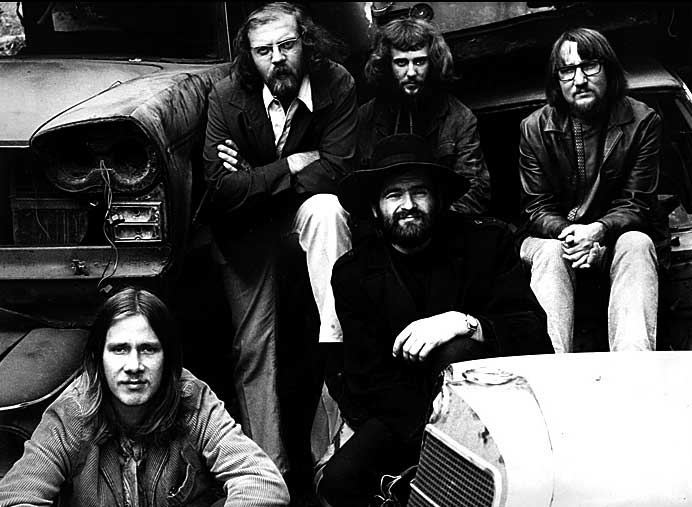
Gerd Wollschon (erster von links) mit Floh de Cologne im Jahr 1969

Gerd Ullrich Wollschon (* 11. Februar 1944 in Zobten; † 9. September 2012) war ein deutscher Autor, Musiker und Kabarettist.

## Leben
Wollschon war bis 1978 Texter der Rock- und Kabarettgruppe Floh de Cologne (auch Bass, Percussion, Gesang) und danach Autor seines „Solokabaretts für Staatsfeinde“ (1979). Die FAZ sah Wollschon hierin ein „vielfarbiges Bild“ entwickeln, eine „prächtige Kulisse gesellschaftlicher Zustände; seine Akteure - Polizisten, Nationalisten, Feministen und Sozialisten“ – lasse er „schonungslos nach seiner satirischen Pfeife tanzen“. Der Hessische Rundfunk hob den „formalen Einfallsreichtum“ des Programms hervor. Für Hanns Dieter Hüsch verfasste der Satiriker überdies die TV-Serie Der goldene Sonntag mit.
Mit seiner Frau Saskia (1943–2004) war Wollschon in den 1970ern auch Herausgeber der Sudelbücher mit Texten von satirischen Liedermachern wie Franz-Josef Degenhardt, Franz Hohler, Hanns Dieter Hüsch, Diether Dehm oder Hannes Wader. Als Buchautor zeichnete er verantwortlich für die Sudel-Lexika (1977 und 1983) und für eigene Satirebände. Wollschon wanderte in die Karibik aus. Die letzten Jahre lebt er u. a. in Altea an der Costa Blanca.
Gerd Wollschon verstarb am 9. September 2012 nach längerer schwerer Krankheit. Die Grabstätte der Eheleute befindet sich auf dem Kölner Melaten-Friedhof.